# 英格蘭職業足球運動員協會
職業足球運動員協會（英語：Professional Footballers' Association，簡稱PFA）是英格兰与威尔士地区職業球員的工會組織，成立于1907年，是全球最古老的職業運動員工會。
職業足球運動員協會的领导层在伦敦和曼彻斯特设有办事处，此外还设有一个运营董事会，该董事会由非执行董事组成，主要负责就协会的治理提供咨询和进行审查。

## 歷史

### 成立以前
最早為職業球員爭取福利的工會是成立於1898年2月的「足球員聯盟協會」（Association Footballers' Union，簡稱AFU），由於大部分會員與愛華頓有連繫，故設於利物浦市，初期有250名會員。
「足球員聯盟協會」的成立是基於1893年打比郡建議職業球員薪金上限不可超越4英鎊，但當時部分球員賺取高於此金額的薪金。而同年聯賽當局決定限制球員的轉會自由，如不獲得原屬球隊同意，球員不可轉投其他球隊，球員即使不滿待遇亦不能轉會他往。國內高薪球員隨即集結組成「足球員聯盟協會」，以維護他們的利益。由於未能得到其他球員的支持，高薪球員逐漸脫離聯賽球隊轉到不受限制的蘇格蘭或新興的南部聯賽（Southern League），「足球員聯盟協會」亦於1901年解散，但仍可說是「職業足球運動員協會」的先驅。

### 協會成立
第二次嘗試為球員組織工會於1907年12月2日由兩名曼聯球員查理·羅拔士（Charlie Roberts）和比利·梅爾迪夫（Billy Meredith）在曼彻斯特帝國酒店（Imperial Hotel）組成「足球員及教練聯盟協會」（Association of Football Players' and Trainers' Union，簡稱AFU），報章稱之為「球員聯盟」（Players' Union），成立的目的是因「英格蘭足球聯賽」終於通過4英鎊的週薪上限，雖然4英鎊已是當時工廠工頭薪金的兩倍或農場工人薪金的四倍。初時「球員聯盟」獲得「英格蘭足球聯賽」的接納，但在1909年「球員聯盟」挑戰薪金上限及轉會限制，並尋求加入「工會聯合會」（Federation of Trade Unions，簡稱FTU），激發「英格蘭足球聯賽」撤回承認「球員聯盟」的地位，「球員聯盟」威脅發動罷工，但「英格蘭足球聯賽」對聯盟會員施以無限期停賽作為回應。這舉動激怒了球員，尤其是曼聯的球員，大部分球員拒絕退會，很多球隊轉用業餘球員取代原來的職業球員為新球季作準備，曼聯維持原陣，並獲得愛華頓的添·高文（Tim Coleman）加入罷工行列，其時罷工的曼聯球員被報章稱為「被遺棄的足球會」（The Outcasts FC ）。最終在開季前雙方達成協議，「英格蘭足球聯賽」承認「球員聯盟」的地位，並在薪金上限外容許發放獎金，「球員聯盟」亦取消罷工。
1956年當占美·希路（Jimmy Hill）上任秘書後，隨即將「球員聯盟」更名為「英格蘭職業足球運動員協會」，改變一貫的藍領形象，而更貼近新潮流的演員及藝人階層。4年後占美希路推行廢除薪金上限（當時提升到週薪20英鎊）、轉會簽字費、延長合約年期及取締生約等。繼後上場的占美·加夫利（Jimmy Guthrie）為球員爭取電視轉播的分紅，並獲得資金為會員發展教育、醫療及保險等福利。現任行政長哥頓·泰萊（Gordon Taylor）在1981年上任，「職業足球員協會」繼續擴展到包含社區活動、反种族主义、擔任球員代理人，甚至貸款給財困的球會支薪給球員等。

### 一百周年
2007年是「職業足球員協會」成立100週年紀念，推出『一目標、一百萬』（One Goal One Million）活動（「目標」的英語亦可解作「入球」），以期籌集到100萬英鎊供曼徹斯特的大學兒童醫院（University Children's Hospital）興建全新的兒童復康及物理治療中心。籌款項目包括職業及名人高爾夫球比賽及競賽日等，現役及退役球員和領隊一同參加。在2007年12月2日一百周年正日，安排一場英格蘭名宿隊（England Legends XI）對世界名宿隊（World Legends XI）的足球慈善賽，英格蘭名宿隊由雲拿保斯（Terry Venables）領軍及舒利亞出任隊長，而世界名宿隊則由奇連士文帶領，而蘇拿則擔任隊長。最後以一個邀請頂級藝人一同參與的慶祝晚宴作結。
同年12月「職業足球員協會」發表一個名為「球迷至愛」（Fans' Favourites）的名單作為慶祝活動之一，內容包括每一支聯賽球隊由球迷自己挑選一名最喜愛的球員。

## 重要人員
| 管理委員會 主席 - （Richard Humphreys，車士打菲特） 成員 - 漢基蘭（Brede Hangeland，） - 戴倫·摩亞（Darren Moore，伯顿） - 菲臘·尼維利（Phil Neville，） - 加雷思·歐文（Gareth Owen，） - （Jason Roberts，） - 尼尔·卡特勒（Neil Cutler，退役） - 加雷思·格里菲思（Gareth Griffiths，退役） - 夏利文（Marcus Hahnemann，） - 克里斯·霍普（Chris Hope，科比城） - 斯科特·麦克格拉斯（Scott McGleish，布里斯托流浪） - 科林·默多克（Colin Murdock，退役） - 加利·尼維利（Gary Neville，退役） - 本·塞奇其尔（Ben Sedgemore，退役） | 管理層 行政總裁 - 哥頓·泰萊（Gordon Taylor） 副行政總裁 助理行政長 - 博比·巴恩斯（Bobby Barnes） - 约翰·布兰豪（John Bramhall） |

## 歷任主席
歷任主席（部分）：
- 比利·梅瑞迪斯（Billy Meredith）
- Harry Mainman
- 埃弗兰·林特（Evelyn Lintott）
- 科林·韦奇（Colin Veitch）
- 查理·罗伯茨（Charlie Roberts）
- 吉米·费伊（Jimmy Fay）
- 森美·曲斯（Sammy Crooks）
- 占美·加夫利（Jimmy Guthrie）
- 占美·希路（Jimmy Hill）
- 汤米·卡明斯（Tommy Cummings）
- 马尔科姆·马斯格罗夫（Malcolm Musgrove）
- 诺埃尔·坎特韦尔（Noel Cantwell）
- 泰利·尼路（Terry Neill）
- 戴歷·杜根（Derek Dougan）
- 哥頓·泰萊（Gordon Taylor）
- Alan Gowling
- 郭普（Steve Coppell）
- 白賴仁·托拔（Brian Talbot）
- 加夫·曲斯（Garth Crooks）
- 布赖恩·马伍德（Brian Marwood）
- 巴里·霍讷（Barry Horne）
- 尼克·库萨克（Nick Cusack）
- 甸恩·荷斯和夫（Dean Holdsworth）
- 基斯·鮑維（Chris Powell）
- 卡素爾（Clarke Carlisle）

## 頒發獎項
1974年，職業足球運動員協會设立了三项年度奖项，旨在表彰对足球运动做出重大贡献的球员或人士。
- PFA足球先生 ：由同行會員投票選出當年表現最出色的球員；
- PFA年度最佳青年球員：同樣票選給當年最傑出的青年球員；
- PFA成就獎：選出當年對足球最有貢獻的人士。

2001年新増一個名為PFA球迷公選足球先生（PFA Fans' Player of the Year）的獎項，由球迷選出當年表現最出色的球員；到2005年再增加PFA年度最佳陣容（PFA Team of the Year），由會員票選當年表現特出球員組成最佳陣容。

## 註腳
1. ↑   (PDF). GOV.UK.   [26 July 2023]. （原始内容存档 (PDF)于2023-07-26）.
2. ↑  . League Football Education (LFE).   [2023-09-04]. （原始内容存档于2023-09-04） （英国英语）.
3. ↑  .   [2023-11-19]. （原始内容存档于2023-09-04）.
4. ↑  The Professional Footballers' Association - Introduction 的存檔，存档日期2007-12-17.
5. ↑  .   [2020-09-17]. （原始内容存档于2008-06-24）.
6. ↑  . BBC Sport. 2013-09-26  [2013-11-25]. （原始内容存档于2015-02-11） （英语）.

## 外部連結
- 官方網站